# Zvučni talasi
Još je starogrčki filozof Aristotel smatrao da se zvuk i svetlost prostiru kroz vazduh slično talasima na morskoj površini. Takođe je mislio, da ni svetlost ni zvuk ne mogu da se prostiru bez supstancijalne sredine tj. vazduha. Naime, tek u XVII veku je eksperimentatorima pošlo za rukom da “proizvedu” vakuum. Ispod staklenog zvona je bio postavljen mehanički sat, čije kucanje je prestalo da se čuje nakon izvlačenja vazduha. Što se tiče zvuka, Aristotel je bio u pravu.
Uzrok svakog zvuka su vibracije, brzi pokreti, oscilovanje čestica sredine koje prenose energiju. Zvučne vibracije možemo direktno da osetimo. Dovoljno je da rukom dodirnemo zvučnik ili na primer bubanj pa da osetimo vibracije elastične površine. U fizičkom smislu, zvuk je jednostavno mehaničko pobuđivanje materijalne sredine koja može biti u bilo kom agregatnom stanju, odnosno vazduh – ili bilo koji drugi gas, čvrsto telo ili tečnost.

## Zvuk - mehanički talas
Talas u fizici je prostorno i vremenski promenljivo polje koje prenosi energiju kroz prostor. Mehanički talas je proces prenošenja periodičnog poremećaja posredstvom elastične sredine. Za nastanak mehaničkog talasa potrebno je postojanje izvora – oscilatora i elastične sredine. Čestice koje osciluju ne kreću se sa talasom već ostaju na svojim mestima oscilujući oko svojih ravnotežnih položaja. Kroz prostor se širi poremećaj u obliku mehaničkog talasa čija brzina zavisi od elastičnih osobina sredine i gustine sredine.

### Karakteristike zvučnih talasa
U zavisnosti od pravca oscilovanja čestica sredine, talasi mogu da budu transverzalni i longitudinalni. Zvučni talasi su longitudinalni i kao takvi mogu se prostirati u sva tri agregatna stanja.
Slično kao i kod oscilovanja i kod zvučnih talasa možemo definisati karakteristične veličine.
Nabrojaćemo:
- Period oscilovanja je vreme u toku kojeg se izvrši jedna oscilacija delića sredine. Označavamo sa T a jedinica je sekunda s.
- Frekvencija predstavlja broj oscilacija u jedinici vremena. Jednaka je recipročnoj vrednosti perioda oscilovanja. ν=1/T a jedinica je Hz= s−1.
- Talasna dužinanajbliže rastojanje izumeđu dve tačke koje se nalaze u istom stanju oscilovanja, označavamo sa λ a izražena je u metrima m.
- Brzina talasa je povezana sa frekvencijom i talasnom dužinom c=λ∙ν

### Brzina prostiranja talasa u raznim sredinama
Brzinu prostiranja mehaničkog talasa razmatramo na modelu kuglica koje su međusobno povezane elastičnim oprugama. Brzina kojom se prenosi poremećaj duž linije međusobno povezanih delića zavisiće od dva faktora :
- masa delića : - utiče na brzinu prostiranja poremećaja jer zbog inercije većoj masi će trebati duže vreme kako bi se pokrenula ili zaustavila. U realnim sredinama gustina određuje efektivnu masu. Veća gustina daje veću efektivnu masu pa zato i poremećaj sporije putuje.
- jačina opruge : ona takođe utiče na prenošenje poremećaja tako što će jača opruga biti u stanju da jače gura sledeću lopticu i daje joj veće ubrzanje. U realnim materijalima jačinu opruge možemo porediti sa modulom elastičnosti, odnosno sa Young-ovim modulom elastičnosti kod čvrstih tela. Što je veća vrednost modula elastičnosti neke sredine to je i veća tvrdoća opruge pa će se poremećaj prenositi sa većom brzinom.

c=√Ey/ρ
gde je v – brzina izražena u m/s , ρ - gustina izražena u kg/m3, Ey – Young-ov modul elastičnosti izražen u N/m2 .
Međutim, gustina čvrstih tela ne zavisi od pravca ali to ne mora uvek da bude slučaj. Tako na primer u mesingu je vrednost Young-ovog modula identična u svim pravcima jer je homogenog sastava, dok je kod drveta on različit u pravcu pružanja vlakana i pravcu poprečnom na vlakna drveta. Stoga, mesing, i drugi metali, će prenositi poremećaj nezavisno od pravca istom brzinom, dok će u drvetu postojati različite brzine uzdužnog i poprečnog prostiranja talasa.
Ovo možemo pokazati na jednostavnom primeru: gustina čelika je 7800 kg/m3, a Young-ov modul elastičnosti Ey= 2.1 * 1011 N/m2, pa će brzina iznositi:
c=5189 m/s
gustina drveta bukve je 680 kg/m3, a Ey uzdužno= 14 * 109 N/m2, i Ey poprečno= 0.88 * 109 N/m2
cuzdužno= 4527 m/s
cpoprečno= 1138 m/s
Ovakve varijacije u brzini zvuka u materijalima, kao što je drvo, i te kako utiču na akustiku drvenih muzičkih instrumenata, kao i posebne implikacije pri dizajnu zvučničkih kabineta.

### Brzina talasa u vazduhu
Zvukom smatramo treperenje koje se prostire vazduhom, što je za ljudski govor ili muziku uobičajena sredina kroz koju se prostire. Kako vazduh nema Young-ov modul elastičnosti, ali jeste stišljiv, to navodi da u njemu mora postojati neka ekvivalentna veličina. Brzina zvuka zavisi od modula zapreminske stišljivosti vazduha. U stvarnosti se u vazduhu dešavaju vrlo brze promene zapremine i pritiska, koje dovode do promene temperature u malim zapreminama. Na mestima povećanog pritiska vazduh se zagreva a na mestima razređenja, hladi. Ova mesta zbog velike brzine promena, ne stižu da izjednače temperature sa okolinom. Zato smatramo da je proces prostiranja zvuka adijabatski. Brzina zvuka u gasovima zavisi dakle od Poasonove konstante γ, od pritiska p i gustine gasa ρ. Pošto su kod gasova pritisak, zapremina i temperatura međusobno povezane, može se zaključiti da brzina zvuka mora da zavisi i od ove poslednje. Ovo možemo lako pokazati ako pretpostavimo da se radi o idealnom gasu za koji važi jednačina stanja idealnog gasa, pa se dobija:
c = √(γ RT/M)
Zamenom konstanti u ovaj izraz dobija se zavisnost brzine prostiranja zvučnih talasa u zavisnosti od temperature:
c=20,1√T
Dakle, za temperaturu vazduha od 20 °C brzina prostiranja zvuka će iznositi
c=20,1√(273+20)=344 m/s

## Literatura
- Varadan, V. K., and Vasundara V. Varadan, "Elastic wave scattering and propagation". Attenuation due to scattering of ultrasonic compressional waves in granular media - A.J. Devaney, H. Levine, and T. Plona. Ann Arbor, Mich., Ann Arbor Science, 1982.
- Schaaf, John van der, Jaap C. Schouten, and Cor M. van den Bleek, "Experimental Observation of Pressure Waves in Gas-Solids Fluidized Beds". American Institute of Chemical Engineers. New York, N.Y., 1997.
- Krishan, S, and A A Selim, "Generation of transverse waves by non-linear wave-wave interaction". Department of Physics, University of Alberta, Edmonton, Canada.
- Barrow, W. L., "Transmission of electromagnetic waves in hollow tubes of metal", Proc. IRE, vol. 24, pp. 1298–1398, October 1936.
- Russell, Dan, "Longitudinal and Transverse Wave Motion". Acoustics Animations, Pennsylvania State University, Graduate Program in Acoustics.
- Longitudinal Waves, with animations "The Physics Classroom"

## Spoljašnje veze
- An interactive simulation of longitudinal travelling wave
- Wave types explained using high speed film and animations Архивирано на веб-сајту  (29. новембар 2016)